# Oosterpark
L'Oosterpark (parfois francisé en « parc de l'Est ») est un parc néerlandais situé à Amsterdam, au cœur de l'arrondissement Oost. Il est bordé au nord-est par l'Institut royal des Tropiques sur le Mauritskade au nord.

## Histoire

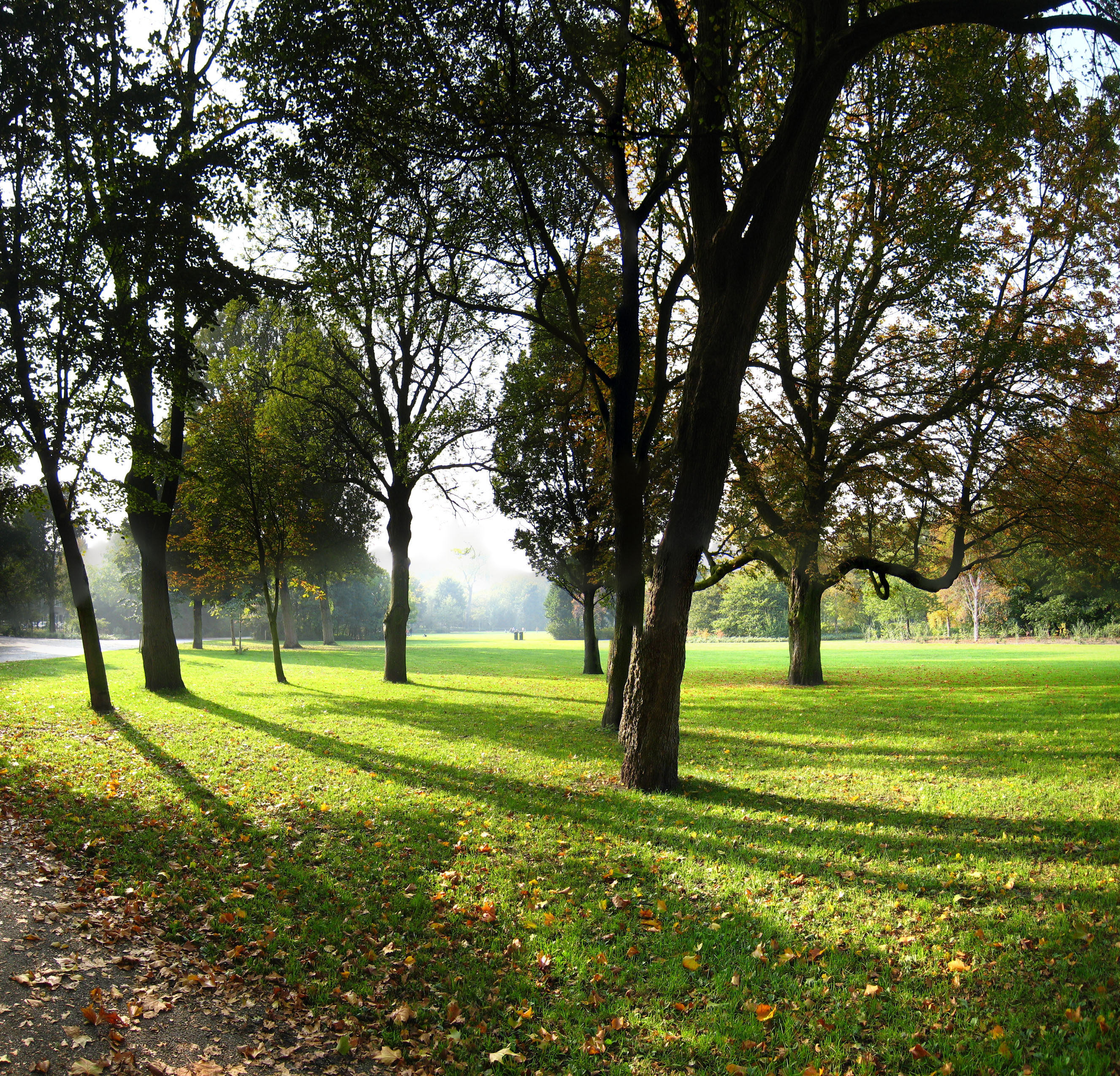
Vue de l'Oosterpark au matin.

Ouvert en 1891, l'Oosterpark constitue le premier jardin public de grande taille construit à l'initiative de la commune d'Amsterdam, contrairement à des espaces verts plus anciens tels le Sarphatipark et le Vondelpark, imaginés à partir de fonds privés.
Il comporte deux lieux d'importance : le monument national célébrant l'abolition de l'esclavage (Nationaal monument slavernijverleden), datant de 1863 aux Pays-Bas, inauguré en 2002, ainsi que l'œuvre d'art De Schreeuw (« Le Cri »), inaugurée en 2007 pour commémorer l'assassinat de Theo van Gogh non loin, en 2004.

## Géographie
Le parc est conçu dans un style anglais par le paysagiste néerlandais Leonard Springer. Il comporte une mare, au centre de laquelle se trouve une petite île et une fontaine. L'Oosterpark est apprécié des cyclistes et amateurs de marche.
La rue bordant le parc à l'ouest et au sud porte le nom d'Oosterpark depuis 1895. Il est desservi par les lignes 1, 3 et 19 du tramway d'Amsterdam aux stations Beukenweg (angle sud-ouest) et Linnaeusstraat (angle sud-est).